# 71 w ogień
71 w ogień (tytuł oryg. Pohwasogeuro) – południowokoreański film wojenny w reżyserii Johna H. Lee, którego premiera odbyła się 16 czerwca 2010 roku.
Film oraz jego obsada byli nominowani do nagród w pięciu kategoriach oraz zdobyli pięć nagród.

## Fabuła
Akcja filmu została osadzona w sierpniu 1950 roku podczas wojny koreańskiej w pobliżu rzeki Nakgond. Grupa 71 młodych, niewyszkolonych żołnierzy prowadzi walkę z doświadczonym oddziałom północnokoreańskich wojsk. Mimo złych warunków i trawiących wewnętrznych konfliktów o przywództwo nad grupą, zjednoczeni bronią strategicznego miejsca.

## Obsada
Źródło: Filmweb

- Kwon Sang-woo – Koo Gap-jo
- Choi Seung-hyun – Oh Jang-beom
- Lee Seung-geun – sierżant Choi Cheol-nam
- Koo Seong-hwan – młody żołnierz Nam-sik
- Kim Hye-seong – młody żołnierz Yong-man
- Jo Won-hee – dowódca oddziału
- Lee Wong – żołnierz
- Yang Gi-won – stronniczy kierowca